# Pontes Gestal
Pontes Gestal este un oraș în São Paulo (SP), Brazilia.